# Drosophila senilis
Drosophila senilis är en tvåvingeart som beskrevs av Oswald Duda 1926. Drosophila senilis ingår i släktet Drosophila och familjen daggflugor.
Artens utbredningsområde är Filippinerna, Java, Sumatra och Papua Nya Guinea.